# Recensio Specierum Generis Pteridis
Recensio Specierum Generis Pteridis (abreviado Recens. Spec. Pter.) es un libro ilustrado con descripciones botánicas que fue editado por el matemático, botánico, micólogo, pteridólogo, y algólogo sueco, Carl Adolph Agardh. Fue publicado en el año 1839.